# Interlands San Marinees voetbalelftal 1990-1999
Deze pagina toont een chronologisch en gedetailleerd overzicht van de interlands die het San Marinees voetbalelftal speelde in de periode 1990 – 1999, vlak nadat de ministaat was erkend door de internationale voetbalfederaties. Afgezien van een vriendschappelijk duel tegen Italië speelde San Marino in de jaren negentig louter en alleen kwalificatieduels.

## Interlands

### 1990
|                                                                           |            |                                                                              |             |                                                                                   |
| 14 november EK 1992 kwalificatie № 5 «onderlinge duels» 20:30 uur (UTC+1) | San Marino | 0 – 4                                                                        | Zwitserland | Stadio Olimpico, Serravalle Toeschouwers: 931 Scheidsrechter: Costas Kapsos (CYP) |
| 14 november EK 1992 kwalificatie № 5 «onderlinge duels» 20:30 uur (UTC+1) |            | 52' Alain Sutter 27' Stéphane Chapuisat 43' Adrian Knup 85' Frédéric Chassot |             | Stadio Olimpico, Serravalle Toeschouwers: 931 Scheidsrechter: Costas Kapsos (CYP) |

|                                                                          | |       |            |                                                                                     |
| 5 december EK 1992 kwalificatie № 6 «onderlinge duels» 18:00 uur (UTC+2) | Roemenië                                                                                              | 6 – 0 | San Marino | Arena Națională, Boekarest Toeschouwers: 6.380 Scheidsrechter: Manfred Roßner (GER) |
| 5 december EK 1992 kwalificatie № 6 «onderlinge duels» 18:00 uur (UTC+2) | Ioan Sabău 1' Dorin Mateuț 18' Florin Răducioiu 43' Ioan Lupescu 57' Pavel Badea 77' Dan Petrescu 85' |       |            | Arena Națională, Boekarest Toeschouwers: 6.380 Scheidsrechter: Manfred Roßner (GER) |

### 1991
|                                                                        |                            |       |                                                                  |                                                                                    |
| 27 maart EK 1992 kwalificatie № 7 «onderlinge duels» 20:15 uur (UTC+1) | San Marino                 | 1 – 3 | Roemenië                                                         | Stadio Olimpico, Serravalle Toeschouwers: 745 Scheidsrechter: Roger Philippi (LUX) |
| 27 maart EK 1992 kwalificatie № 7 «onderlinge duels» 20:15 uur (UTC+1) | Waldes Pasolini 26' (pen.) |       | 16' (pen.) Gheorghe Hagi 44' Florin Răducioiu 84' Daniel Timofte | Stadio Olimpico, Serravalle Toeschouwers: 745 Scheidsrechter: Roger Philippi (LUX) |

|                                                                     |            |                                             |           |                                                                                    |
| 1 mei EK 1992 kwalificatie № 8 «onderlinge duels» 20:00 uur (UTC+2) | San Marino | 0 – 2                                       | Schotland | Stadio Olimpico, Serravalle Toeschouwers: 3.512 Scheidsrechter: Besnik Kaimi (ALB) |
| 1 mei EK 1992 kwalificatie № 8 «onderlinge duels» 20:00 uur (UTC+2) |            | 63' (pen.) Gordon Strachan 66' Gordon Durie |           | Stadio Olimpico, Serravalle Toeschouwers: 3.512 Scheidsrechter: Besnik Kaimi (ALB) |

|                                                                      |            |                                                                 |           |                                                                                    |
| 22 mei EK 1992 kwalificatie № 9 «onderlinge duels» 18:30 uur (UTC+2) | San Marino | 0 – 3                                                           | Bulgarije | Stadio Olimpico, Serravalle Toeschouwers: 612 Scheidsrechter: Victor Mintoff (MLT) |
| 22 mei EK 1992 kwalificatie № 9 «onderlinge duels» 18:30 uur (UTC+2) |            | 12' Trifon Ivanov 20' Nasko Sirakov 60' (pen.) Ljoeboslav Penev |           | Stadio Olimpico, Serravalle Toeschouwers: 612 Scheidsrechter: Victor Mintoff (MLT) |

|                                                                       | |       |            |                                                                                  |
| 5 juni EK 1992 kwalificatie № 10 «onderlinge duels» 20:30 uur (UTC+2) | Zwitserland | 7 – 0 | San Marino | Espenmoos, Sankt Gallen Toeschouwers: 12.000 Scheidsrechter: Erman Toroğlu (TUR) |
| 5 juni EK 1992 kwalificatie № 10 «onderlinge duels» 20:30 uur (UTC+2) | Adrian Knup 3' Marc Hottiger 13' Beat Sutter 29' Heinz Hermann 55' Christophe Ohrel 78' Adrian Knup 86' Kubilay Türkyilmaz 90+1' |       |            | Espenmoos, Sankt Gallen Toeschouwers: 12.000 Scheidsrechter: Erman Toroğlu (TUR) |

|                                                                           |                                                                                        |       |            |                                                                                  |
| 16 oktober EK 1992 kwalificatie № 11 «onderlinge duels» 18:00 uur (UTC+3) | Bulgarije                                                                              | 4 – 0 | San Marino | Vasil Levskistadion, Sofia Toeschouwers: 8.000 Scheidsrechter: Jiří Ulrich (TCH) |
| 16 oktober EK 1992 kwalificatie № 11 «onderlinge duels» 18:00 uur (UTC+3) | Ljoeboslav Penev 20' Christo Stoitsjkov 37' (pen.) Zlatko Jankov 41' Nikolay Iliev 85' |       |            | Vasil Levskistadion, Sofia Toeschouwers: 8.000 Scheidsrechter: Jiří Ulrich (TCH) |

|                                                                          |                                                                     |       |            |                                                                                |
| 13 november EK 1992 kwalificatie № 12 «onderlinge duels» 19:00 uur (UTC) | Schotland                                                           | 4 – 0 | San Marino | Hampden Park, Glasgow Toeschouwers: 35.170 Scheidsrechter: Rune Pedersen (NOR) |
| 13 november EK 1992 kwalificatie № 12 «onderlinge duels» 19:00 uur (UTC) | Paul McStay 11' Charles Gough 31' Gordon Durie 37' Ally McCoist 62' |       |            | Hampden Park, Glasgow Toeschouwers: 35.170 Scheidsrechter: Rune Pedersen (NOR) |

### 1992
|                                                                         |                                                                                    |       |            |                                                                                       |
| 19 februari Vriendschappelijk № 13 «onderlinge duels» 15:00 uur (UTC+1) | Italië                                                                             | 4 – 0 | San Marino | Stadio Dino Manuzzi, Cesena Toeschouwers: 18.353 Scheidsrechter: Arturo Martino (SUI) |
| 19 februari Vriendschappelijk № 13 «onderlinge duels» 15:00 uur (UTC+1) | Roberto Baggio 36' Roberto Donadoni 42' Pierluigi Casiraghi 47' Roberto Baggio 84' |       |            | Stadio Dino Manuzzi, Cesena Toeschouwers: 18.353 Scheidsrechter: Arturo Martino (SUI) |

|                                                                            | |        |            |                                                                           |
| 9 september WK 1994 kwalificatie № 14 «onderlinge duels» 20:00 uur (UTC+2) | Noorwegen | 10 – 0 | San Marino | Ullevaalstadion, Oslo Toeschouwers: 6.511 Scheidsrechter: Esa Palsi (FIN) |
| 9 september WK 1994 kwalificatie № 14 «onderlinge duels» 20:00 uur (UTC+2) | Kjetil Rekdal 4' Gunnar Halle 6' Gøran Sørloth 15' Gøran Sørloth 22' Roger Nilsen 46' Gunnar Halle 52' Roger Nilsen 67' Gunnar Halle 69' Erik Mykland 74' Kjetil Rekdal 79' |        |            | Ullevaalstadion, Oslo Toeschouwers: 6.511 Scheidsrechter: Esa Palsi (FIN) |

|                                                                          |            |                                       |           |                                                                                       |
| 7 oktober WK 1994 kwalificatie № 15 «onderlinge duels» 20:30 uur (UTC+2) | San Marino | 0 – 2                                 | Noorwegen | Stadio Olimpico, Serravalle Toeschouwers: 1.187 Scheidsrechter: Juan Ansuátegui (ESP) |
| 7 oktober WK 1994 kwalificatie № 15 «onderlinge duels» 20:30 uur (UTC+2) |            | 7' Jahn Ivar Jakobsen 19' Jostein Flo |           | Stadio Olimpico, Serravalle Toeschouwers: 1.187 Scheidsrechter: Juan Ansuátegui (ESP) |

|                                                                           |                                                                        |       |                       |                                                                                       |
| 28 oktober WK 1994 kwalificatie № 16 «onderlinge duels» 15:30 uur (UTC+2) | Turkije                                                                | 4 – 1 | San Marino            | Ankara 19 Mayısstadion, Ankara Toeschouwers: 22.000 Scheidsrechter: Ali Bujsaim (UAE) |
| 28 oktober WK 1994 kwalificatie № 16 «onderlinge duels» 15:30 uur (UTC+2) | Hakan Şükür 37' Orhan Çıkırıkçı 86' Hakan Şükür 88' Hami Mandıralı 90' |       | 52' Nicola Bacciocchi | Ankara 19 Mayısstadion, Ankara Toeschouwers: 22.000 Scheidsrechter: Ali Bujsaim (UAE) |

### 1993
|                                                                          | |       |            |                                                                                   |
| 17 februari WK 1994 kwalificatie № 17 «onderlinge duels» 20:00 uur (UTC) | Engeland                                                                                             | 6 – 0 | San Marino | Wembley Stadium, Londen Toeschouwers: 51.154 Scheidsrechter: Roger Philippi (LUX) |
| 17 februari WK 1994 kwalificatie № 17 «onderlinge duels» 20:00 uur (UTC) | David Platt 13' David Platt 24' David Platt 67' Carlton Palmer 78' David Platt 83' Les Ferdinand 86' |       |            | Wembley Stadium, Londen Toeschouwers: 51.154 Scheidsrechter: Roger Philippi (LUX) |

|                                                                         |            |       |         |                                                                                   |
| 10 maart WK 1994 kwalificatie № 18 «onderlinge duels» 20:30 uur (UTC+1) | San Marino | 0 – 0 | Turkije | Stadio Olimpico, Serravalle Toeschouwers: 957 Scheidsrechter: Michel Piraux (BEL) |
| 10 maart WK 1994 kwalificatie № 18 «onderlinge duels» 20:30 uur (UTC+1) |            |       |         | Stadio Olimpico, Serravalle Toeschouwers: 957 Scheidsrechter: Michel Piraux (BEL) |

|                                                                         | |       |            |                                                                                            |
| 24 maart WK 1994 kwalificatie № 19 «onderlinge duels» 20:15 uur (UTC+1) | Nederland | 6 – 0 | San Marino | Stadion Nieuw-Galgenwaard, Utrecht Toeschouwers: 12.500 Scheidsrechter: Gerd Grabher (AUT) |
| 24 maart WK 1994 kwalificatie № 19 «onderlinge duels» 20:15 uur (UTC+1) | John van den Brom 3' Claudio Canti 29' (e.d.) John de Wolf 53' Ronald de Boer 67' (pen.) Peter van Vossen 78' John de Wolf 83' |       |            | Stadion Nieuw-Galgenwaard, Utrecht Toeschouwers: 12.500 Scheidsrechter: Gerd Grabher (AUT) |

|                                                                         |                |       |            |                                                                                |
| 28 april WK 1994 kwalificatie № 20 «onderlinge duels» 17:00 uur (UTC+2) | Polen          | 1 – 0 | San Marino | Stadion Widzewa, Łódź Toeschouwers: 8.000 Scheidsrechter: Leslie Mottram (SCO) |
| 28 april WK 1994 kwalificatie № 20 «onderlinge duels» 17:00 uur (UTC+2) | Jan Furtok 75' |       |            | Stadion Widzewa, Łódź Toeschouwers: 8.000 Scheidsrechter: Leslie Mottram (SCO) |

|                                                                       |            |                                                            |       |                                                                                        |
| 19 mei WK 1994 kwalificatie № 21 «onderlinge duels» 20:15 uur (UTC+2) | San Marino | 0 – 3                                                      | Polen | Stadio Olimpico, Serravalle Toeschouwers: 1.500 Scheidsrechter: Piarent Ketherja (ALB) |
| 19 mei WK 1994 kwalificatie № 21 «onderlinge duels» 20:15 uur (UTC+2) |            | 52' Marek Leśniak 57' Krzysztof Warzycha 80' Marek Leśniak |       | Stadio Olimpico, Serravalle Toeschouwers: 1.500 Scheidsrechter: Piarent Ketherja (ALB) |

|                                                                             |            | |           |                                                                                         |
| 22 september WK 1994 kwalificatie № 22 «onderlinge duels» 20:15 uur (UTC+2) | San Marino | 0 – 7 | Nederland | Stadio Renato Dall'Ara, Bologna Toeschouwers: 3.340 Scheidsrechter: Charles Agius (MLT) |
| 22 september WK 1994 kwalificatie № 22 «onderlinge duels» 20:15 uur (UTC+2) |            | 1' John Bosman 44' Wim Jonk 51' Ronald de Boer 66' John Bosman 77' John Bosman 80' (pen.) Ronald Koeman 82' Wim Jonk |           | Stadio Renato Dall'Ara, Bologna Toeschouwers: 3.340 Scheidsrechter: Charles Agius (MLT) |

|                                                                            |                     |       | |                                                                                               |
| 17 november WK 1994 kwalificatie № 23 «onderlinge duels» 20:00 uur (UTC+1) | San Marino          | 1 – 7 | Engeland                                                                                                  | Stadio Renato Dall'Ara, Bologna Toeschouwers: 2.378 Scheidsrechter: Mohd Nazri Abdullah (MAS) |
| 17 november WK 1994 kwalificatie № 23 «onderlinge duels» 20:00 uur (UTC+1) | Davide Gualtieri 1' |       | 21' Paul Ince 34' Ian Wright 38' Les Ferdinand 46' Ian Wright 73' Paul Ince 78' Ian Wright 90' Ian Wright | Stadio Renato Dall'Ara, Bologna Toeschouwers: 2.378 Scheidsrechter: Mohd Nazri Abdullah (MAS) |

### 1994
|                                                                           |                                                                                |       |            |                                                                                            |
| 12 oktober EK 1996 kwalificatie № 24 «onderlinge duels» 19:00 uur (UTC+3) | Rusland                                                                        | 4 – 0 | San Marino | Olympisch Stadion Loezjniki, Moskou Toeschouwers: 10.000 Scheidsrechter: Alain Hamer (LUX) |
| 12 oktober EK 1996 kwalificatie № 24 «onderlinge duels» 19:00 uur (UTC+3) | Valeri Karpin 43' Igor Kolyvanov 64' Joeri Nikiforov 65' Dmitri Radtsjenko 67' |       |            | Olympisch Stadion Loezjniki, Moskou Toeschouwers: 10.000 Scheidsrechter: Alain Hamer (LUX) |

|                                                                            |                                          |       |            |                                                                                                   |
| 16 november EK 1996 kwalificatie № 25 «onderlinge duels» 20:00 uur (UTC+2) | Griekenland                              | 2 – 0 | San Marino | Olympisch Stadion Spyridon Louis, Athene Toeschouwers: 2.859 Scheidsrechter: Haim Lipkovich (ISR) |
| 16 november EK 1996 kwalificatie № 25 «onderlinge duels» 20:00 uur (UTC+2) | Nikos Machlas 21' Kostas Frantzeskos 84' |       |            | Olympisch Stadion Spyridon Louis, Athene Toeschouwers: 2.859 Scheidsrechter: Haim Lipkovich (ISR) |

|                                                                            | |       |                               |                                                                                        |
| 14 december EK 1996 kwalificatie № 26 «onderlinge duels» 19:00 uur (UTC+2) | Finland | 4 – 1 | San Marino                    | Olympisch Stadion, Helsinki Toeschouwers: 3.140 Scheidsrechter: Hermann Albrecht (GER) |
| 14 december EK 1996 kwalificatie № 26 «onderlinge duels» 19:00 uur (UTC+2) | Mika-Matti Paatelainen 24' Mika-Matti Paatelainen 30' Mika-Matti Paatelainen 86' Mika-Matti Paatelainen 90' |       | 34' Pier Domenico Della Valle | Olympisch Stadion, Helsinki Toeschouwers: 3.140 Scheidsrechter: Hermann Albrecht (GER) |

### 1995
|                                                                         |            |                                     |         |                                                                                  |
| 29 maart EK 1996 kwalificatie № 27 «onderlinge duels» 19:00 uur (UTC+3) | San Marino | 0 – 2                               | Finland | Stadio Olimpico, Serravalle Toeschouwers: 824 Scheidsrechter: David Suheil (ISR) |
| 29 maart EK 1996 kwalificatie № 27 «onderlinge duels» 19:00 uur (UTC+3) |            | 45' Jari Litmanen 67' Antti Sumiala |         | Stadio Olimpico, Serravalle Toeschouwers: 824 Scheidsrechter: David Suheil (ISR) |

|                                                                         |            |                                       |           |                                                                                     |
| 26 april EK 1996 kwalificatie № 28 «onderlinge duels» 20:05 uur (UTC+2) | San Marino | 0 – 2                                 | Schotland | Stadio Olimpico, Serravalle Toeschouwers: 2.738 Scheidsrechter: Loizos Loizou (CYP) |
| 26 april EK 1996 kwalificatie № 28 «onderlinge duels» 20:05 uur (UTC+2) |            | 19' John Collins 88' Colin Calderwood |           | Stadio Olimpico, Serravalle Toeschouwers: 2.738 Scheidsrechter: Loizos Loizou (CYP) |

|                                                                       |                                                               |       |            |                                                                              |
| 25 mei EK 1996 kwalificatie № 29 «onderlinge duels» 16:00 uur (UTC+1) | Faeröer                                                       | 3 – 0 | San Marino | Svangaskarð, Toftir Toeschouwers: 3.450 Scheidsrechter: Brendan Shorte (IRL) |
| 25 mei EK 1996 kwalificatie № 29 «onderlinge duels» 16:00 uur (UTC+1) | Jens Kristian Hansen 6' Jens Rasmussen 9' Julian Johnsson 52' |       |            | Svangaskarð, Toftir Toeschouwers: 3.450 Scheidsrechter: Brendan Shorte (IRL) |

|                                                                       |            | |         |                                                                                     |
| 7 juni EK 1996 kwalificatie № 30 «onderlinge duels» 20:00 uur (UTC+2) | San Marino | 0 – 7 | Rusland | Stadio Olimpico, Serravalle Toeschouwers: 1.367 Scheidsrechter: Karel Bohuněk (CZE) |
| 7 juni EK 1996 kwalificatie № 30 «onderlinge duels» 20:00 uur (UTC+2) |            | 22' (pen.) Igor Dobrovolski 38' Vasiliy Kulkov 47' Sergej Kirjakov 48' Igor Sjalimov 58' Vladimir Bjestsjastnik 63' Igor Kolyvanov 87' Dmitriy Cheryshev |         | Stadio Olimpico, Serravalle Toeschouwers: 1.367 Scheidsrechter: Karel Bohuněk (CZE) |

|                                                                            |            |                                                                                       |             |                                                                                    |
| 6 september EK 1996 kwalificatie № 31 «onderlinge duels» 20:30 uur (UTC+2) | San Marino | 0 – 4                                                                                 | Griekenland | Stadio Olimpico, Serravalle Toeschouwers: 886 Scheidsrechter: Milan Mitrović (SLO) |
| 6 september EK 1996 kwalificatie № 31 «onderlinge duels» 20:30 uur (UTC+2) |            | 5' Giotis Tsalouhidis 31' Georgios Georgiadis 61' Alekos Alexandris 80' Giorgos Donis |             | Stadio Olimpico, Serravalle Toeschouwers: 886 Scheidsrechter: Milan Mitrović (SLO) |

|                                                                           |                     |       |                                                    |                                                                                 |
| 11 oktober EK 1996 kwalificatie № 32 «onderlinge duels» 20:30 uur (UTC+1) | San Marino          | 1 – 3 | Faeröer                                            | Stadio Olimpico, Serravalle Toeschouwers: 928 Scheidsrechter: Roland Beck (LIE) |
| 11 oktober EK 1996 kwalificatie № 32 «onderlinge duels» 20:30 uur (UTC+1) | Mauro Valentini 52' |       | 42' Todi Jónsson 45' Todi Jónsson 59' Todi Jónsson | Stadio Olimpico, Serravalle Toeschouwers: 928 Scheidsrechter: Roland Beck (LIE) |

|                                                                          |                                                                                        |       |            |                                                                                |
| 15 november EK 1996 kwalificatie № 33 «onderlinge duels» 20:00 uur (UTC) | Schotland                                                                              | 5 – 0 | San Marino | Hampden Park, Glasgow Toeschouwers: 29.492 Scheidsrechter: Karel Bohuněk (CZE) |
| 15 november EK 1996 kwalificatie № 33 «onderlinge duels» 20:00 uur (UTC) | Eoin Jess 30' Scott Booth 45' Ally McCoist 49' Pat Nevin 71' Fabio Francini 90' (e.d.) |       |            | Hampden Park, Glasgow Toeschouwers: 29.492 Scheidsrechter: Karel Bohuněk (CZE) |

### 1996
|                                                                       |            |                                                                                       |       |                                                                                    |
| 2 juni WK 1998 kwalificatie № 34 «onderlinge duels» 20:30 uur (UTC+2) | San Marino | 0 – 5                                                                                 | Wales | Stadio Olimpico, Serravalle Toeschouwers: 1.613 Scheidsrechter: Ľuboš Micheľ (SVK) |
| 2 juni WK 1998 kwalificatie № 34 «onderlinge duels» 20:30 uur (UTC+2) |            | 22' Andrew Melville 32' Mark Hughes 42' Mark Hughes 50' Ryan Giggs 85' Mark Pembridge |       | Stadio Olimpico, Serravalle Toeschouwers: 1.613 Scheidsrechter: Ľuboš Micheľ (SVK) |

|                                                                            | |       |            |                                                                                   |
| 31 augustus WK 1998 kwalificatie № 35 «onderlinge duels» 15:00 uur (UTC+1) | Wales | 6 – 0 | San Marino | Cardiff Arms Park, Cardiff Toeschouwers: 15.150 Scheidsrechter: Alain Hamer (LUX) |
| 31 augustus WK 1998 kwalificatie № 35 «onderlinge duels» 15:00 uur (UTC+1) | Dean Saunders 1' Mark Hughes 25' Andrew Melville 34' John Robinson 45' Mark Hughes 54' Dean Saunders 74' |       |            | Cardiff Arms Park, Cardiff Toeschouwers: 15.150 Scheidsrechter: Alain Hamer (LUX) |

|                                                                          |            |                                               |        |                                                                                        |
| 9 oktober WK 1998 kwalificatie № 36 «onderlinge duels» 20:30 uur (UTC+2) | San Marino | 0 – 3                                         | België | Stadio Olimpico, Serravalle Toeschouwers: 1.353 Scheidsrechter: Kevork Oganesyan (ARM) |
| 9 oktober WK 1998 kwalificatie № 36 «onderlinge duels» 20:30 uur (UTC+2) |            | 11' Gert Verheyen 20' Luc Nilis 47' Luc Nilis |        | Stadio Olimpico, Serravalle Toeschouwers: 1.353 Scheidsrechter: Kevork Oganesyan (ARM) |

|                                                                            | |       |            |                                                                                           |
| 10 november WK 1998 kwalificatie № 37 «onderlinge duels» 20:00 uur (UTC+1) | Turkije | 7 – 0 | San Marino | Ali Sami Yenstadion, Istanbul Toeschouwers: 19.654 Scheidsrechter: Vladimir Antonov (MDA) |
| 10 november WK 1998 kwalificatie № 37 «onderlinge duels» 20:00 uur (UTC+1) | Oktay Derelioğlu 24' Oktay Derelioğlu 39' Oktay Derelioğlu 50' Hakan Şükür 55' Oktay Derelioğlu 59' Hakan Şükür 65' Ertuğrul Sağlam 80' |       |            | Ali Sami Yenstadion, Istanbul Toeschouwers: 19.654 Scheidsrechter: Vladimir Antonov (MDA) |

### 1997
|                                                                         |                                                                                   |       |            |                                                                                  |
| 29 maart WK 1998 kwalificatie № 38 «onderlinge duels» 20:00 uur (UTC+1) | Nederland                                                                         | 4 – 0 | San Marino | Amsterdam Arena, Amsterdam Toeschouwers: 47.000 Scheidsrechter: Amit Klein (ISR) |
| 29 maart WK 1998 kwalificatie № 38 «onderlinge duels» 20:00 uur (UTC+1) | Patrick Kluivert 44' Frank de Boer 59' Pierre van Hooijdonk 81' Frank de Boer 90' |       |            | Amsterdam Arena, Amsterdam Toeschouwers: 47.000 Scheidsrechter: Amit Klein (ISR) |

|                                                                         |            | |           |                                                                                        |
| 30 april WK 1998 kwalificatie № 39 «onderlinge duels» 20:30 uur (UTC+2) | San Marino | 0 – 6 | Nederland | Stadio Olimpico, Serravalle Toeschouwers: 2.832 Scheidsrechter: Andreas Georgiou (CYP) |
| 30 april WK 1998 kwalificatie № 39 «onderlinge duels» 20:30 uur (UTC+2) |            | 40' Dennis Bergkamp 63' Aron Winter 70' Pierre van Hooijdonk 74' Frank de Boer 85' John Bosman 90' Dennis Bergkamp |           | Stadio Olimpico, Serravalle Toeschouwers: 2.832 Scheidsrechter: Andreas Georgiou (CYP) |

|                                                                       | |       |            |                                                                                          |
| 7 juni WK 1998 kwalificatie № 40 «onderlinge duels» 20:00 uur (UTC+2) | België | 6 – 0 | San Marino | Koning Boudewijnstadion, Brussel Toeschouwers: 12.500 Scheidsrechter: Pavlín Jirků (CZE) |
| 7 juni WK 1998 kwalificatie № 40 «onderlinge duels» 20:00 uur (UTC+2) | Lorenzo Staelens 16' Eric Van Meir 26' Émile Mpenza 27' Luis Oliveira 33' Émile Mpenza 45' Lorenzo Staelens 85' |       |            | Koning Boudewijnstadion, Brussel Toeschouwers: 12.500 Scheidsrechter: Pavlín Jirků (CZE) |

|                                                                             |            |                                                                                        |         |                                                                                     |
| 10 september WK 1998 kwalificatie № 41 «onderlinge duels» 20:30 uur (UTC+2) | San Marino | 0 – 5                                                                                  | Turkije | Stadio Olimpico, Serravalle Toeschouwers: 947 Scheidsrechter: Serhiy Tatulyan (UKR) |
| 10 september WK 1998 kwalificatie № 41 «onderlinge duels» 20:30 uur (UTC+2) |            | 28' (e.d.) Luca Gobbi 29' Arif Erdem 75' Hakan Şükür 78' Hami Mandıralı 81' Arif Erdem |         | Stadio Olimpico, Serravalle Toeschouwers: 947 Scheidsrechter: Serhiy Tatulyan (UKR) |

### 1998
|                                                                           |            |                                                                                              |        |                                                                                  |
| 10 oktober EK 2000 kwalificatie № 42 «onderlinge duels» 20:30 uur (UTC+2) | San Marino | 0 – 5                                                                                        | Israël | Stadio Olimpico, Serravalle Toeschouwers: 872 Scheidsrechter: Asim Khudiev (AZE) |
| 10 oktober EK 2000 kwalificatie № 42 «onderlinge duels» 20:30 uur (UTC+2) |            | 16' Haim Revivo 18' Avi Nimni 32' Alon Mizrahi 58' (e.d.) Mauro Valentini 83' Najwan Ghrayib |        | Stadio Olimpico, Serravalle Toeschouwers: 872 Scheidsrechter: Asim Khudiev (AZE) |

|                                                                           |                       |       |                                                                         |                                                                                      |
| 14 oktober EK 2000 kwalificatie № 43 «onderlinge duels» 20:30 uur (UTC+2) | San Marino            | 1 – 4 | Oostenrijk                                                              | Stadio Olimpico, Serravalle Toeschouwers: 1.218 Scheidsrechter: Valeriy Onufer (UKR) |
| 14 oktober EK 2000 kwalificatie № 43 «onderlinge duels» 20:30 uur (UTC+2) | Andy Selva 81' (pen.) |       | 59' Ivica Vastić 64' Christian Mayrleb 69' Martin Hiden 76' Edi Glieder | Stadio Olimpico, Serravalle Toeschouwers: 1.218 Scheidsrechter: Valeriy Onufer (UKR) |

|                                                                            |            |                       |        |                                                                                    |
| 18 november EK 2000 kwalificatie № 44 «onderlinge duels» 20:30 uur (UTC+1) | San Marino | 0 – 1                 | Cyprus | Stadio Olimpico, Serravalle Toeschouwers: 600 Scheidsrechter: John McDermott (IRL) |
| 18 november EK 2000 kwalificatie № 44 «onderlinge duels» 20:30 uur (UTC+1) |            | 41' Milenko Špoljarić |        | Stadio Olimpico, Serravalle Toeschouwers: 600 Scheidsrechter: John McDermott (IRL) |

### 1999
|                                                                            |                                                                                                  |       |            |                                                                                        |
| 10 februari EK 2000 kwalificatie № 45 «onderlinge duels» 18:00 uur (UTC+2) | Cyprus                                                                                           | 4 – 0 | San Marino | Tsirion Athletic Center, Limasol Toeschouwers: 3.000 Scheidsrechter: Roland Beck (LIE) |
| 10 februari EK 2000 kwalificatie № 45 «onderlinge duels» 18:00 uur (UTC+2) | Vasos Melanarkitis 18' Mihalis Konstantinou 32' Mihalis Konstantinou 45' Marios Hristodoulou 90' |       |            | Tsirion Athletic Center, Limasol Toeschouwers: 3.000 Scheidsrechter: Roland Beck (LIE) |

|                                                                         |            | |        |                                                                                   |
| 31 maart EK 2000 kwalificatie № 46 «onderlinge duels» 21:30 uur (UTC+2) | San Marino | 0 – 6                                                                                                  | Spanje | Stadio Olimpico, Serravalle Toeschouwers: 1.500 Scheidsrechter: Goran Marić (CRO) |
| 31 maart EK 2000 kwalificatie № 46 «onderlinge duels» 21:30 uur (UTC+2) |            | 20' Fran 45' Raúl González 49' Ismael Urzaíz 59' Raúl González 66' Raúl González 72' Joseba Etxeberria |        | Stadio Olimpico, Serravalle Toeschouwers: 1.500 Scheidsrechter: Goran Marić (CRO) |

|                                                                         | |       |            |                                                                                               |
| 28 april EK 2000 kwalificatie № 47 «onderlinge duels» 20:30 uur (UTC+2) | Oostenrijk | 7 – 0 | San Marino | Arnold Schwarzenegger Stadion, Graz Toeschouwers: 15.400 Scheidsrechter: Kyros Vassaras (GRE) |
| 28 april EK 2000 kwalificatie № 47 «onderlinge duels» 20:30 uur (UTC+2) | Christian Mayrleb 24' Ivica Vastić 42' Ivica Vastić 44' Christian Mayrleb 53' Martin Amerhauser 71' Andreas Herzog 82' Ivica Vastić 84' |       |            | Arnold Schwarzenegger Stadion, Graz Toeschouwers: 15.400 Scheidsrechter: Kyros Vassaras (GRE) |

|                                                                       | |       |            |                                                                                        |
| 5 juni EK 2000 kwalificatie № 48 «onderlinge duels» 21:45 uur (UTC+2) | Spanje | 9 – 0 | San Marino | Estadio El Madrigal, Villareal Toeschouwers: 16.000 Scheidsrechter: Gerard Perry (IRL) |
| 5 juni EK 2000 kwalificatie № 48 «onderlinge duels» 21:45 uur (UTC+2) | Fernando Hierro 8' Luis Enrique 23' Joseba Etxeberria 25' Joseba Etxeberria 45' Raúl González 56' Luis Enrique 67' Luis Enrique 68' Mirco Gennari 87' (e.d.) Gaizka Mendieta 90+1' |       |            | Estadio El Madrigal, Villareal Toeschouwers: 16.000 Scheidsrechter: Gerard Perry (IRL) |

|                                                                            | |       |            |                                                                                      |
| 8 september EK 2000 kwalificatie № 49 «onderlinge duels» 19:00 uur (UTC+3) | Israël | 8 – 0 | San Marino | Ramat Ganstadion, Ramat Gan Toeschouwers: 20.000 Scheidsrechter: İlhami Kaplan (TUR) |
| 8 september EK 2000 kwalificatie № 49 «onderlinge duels» 19:00 uur (UTC+3) | Yossi Benayoun 25' Alon Mizrahi 38' Haim Revivo 40' Yossi Benayoun 46' Haim Revivo 69' Yossi Benayoun 70' Nir Sivilia 83' Yossi Abukasis 90+1' |       |            | Ramat Ganstadion, Ramat Gan Toeschouwers: 20.000 Scheidsrechter: İlhami Kaplan (TUR) |

FSGC · A-internationals · Bondscoaches · Statistieken · San Marino U21 · San Marino U19 · San Marino U18 · San Marino U17 · San Marino U16
1986 – 1989 · 1990 – 1999 · 2000 – 2009 · 2010 – 2019 · 2020 – 2029
2000 · 2001 · 2002 · 2003 · 2004 · 2005 · 2006
Albanië · 
Andorra ·
Azerbeidzjan ·
België · 
Bosnië en Herzegovina · 
Bulgarije ·
Canada ·
Cyprus ·
Denemarken ·
Duitsland · 
Engeland · 
Estland · 
Faeröer · 
Finland · 
Gibraltar · 
Griekenland · 
Hongarije · 
Ierland · 
IJsland ·
Israël · 
Italië · 
Kaapverdië ·
Kazachstan ·
Kosovo ·
Kroatië · 
Letland · 
Libanon · 
Liechtenstein · 
Litouwen · 
Luxemburg ·
Malta ·
Moldavië ·
Montenegro ·
Nederland · 
Noord-Ierland · 
Noorwegen ·
Oekraïne ·
Oostenrijk · 
Polen · 
Roemenië · 
Rusland · 
Saint Kitts en Nevis ·
Saint Lucia ·
Schotland · 
Servië en Montenegro · 
Seychellen ·
Slovenië · 
Slowakije · 
Spanje · 
Syrië ·
Tsjechië · 
Turkije · 
Wales · 
Wit-Rusland · 
Zweden · 
Zwitserland
Nederland (2011)
CONMEBOL: Bolivia · Chili  · Colombia · Ecuador · Uruguay · Venezuela

UEFA: Albanië · Andorra · Armenië · Azerbeidzjan · België · Bosnië en Herzegovina · Bulgarije · Cyprus · Denemarken · (West-)Duitsland · Duitse Democratische Republiek · Engeland · Estland · Faeröer · Finland · Frankrijk · Georgië · Griekenland · Hongarije · IJsland · Ierland · Israël · Italië · Joegoslavië · Kroatië · Letland · Liechtenstein · Litouwen · Luxemburg · Malta · Moldavië · Nederland · Noord-Ierland · Noord-Macedonië · Noorwegen · Oekraïne · Oostenrijk · Polen · Portugal · Roemenië · Rusland · San Marino · Schotland · Slovenië · Slowakije · Sovjet-Unie/GOS ·  Spanje · Tsjechië · Tsjecho-Slowakije · Turkije · Wales · Wit-Rusland · Zweden · Zwitserland

AFC: Kazachstan

CAF: Madagaskar

CONCACAF: Belize · Canada